# دانيال دوب
دانيال دوب هي لاعبة هوكي الجليد كندية، ولدت في 10 مارس 1976 في فانكوفر في كندا.